# Orchestra Simfonică a Radiodifuziunii Bavareze
Orchestra Simfonică a Radiodifuziunii Bavareze (Symphonieorchester des Bayerischen Rundfunks) este o orchestră simfonică germană fondată în 1949.  Este una dintre orchestrele principale din orașul München, pe lîngă Orchestra Filarmonică din München și Orchestra Operei de Stat din Bavaria.

## Istoric
Orchestra a fost fondată de Eugen Jochum, care a fost director muzical până în 1960. Este una dintre cele mai bune orchestre din Germania fiind renumită și pe plan international. Astfel, un juriu format din redactorii mai multori publicații europene de muzică a ales-o în 2006 pe locul 6 dintre orchestrele europene, publicația britanică de specialitate Gramophone a poziționat-o în 2008 chiar pe locul 6 din lume.

## Lista șefilor de orchestră
- 1949–1960 — Eugen Jochum
- 1961–1979 — Rafael Kubelík
- 1983–1992 — Colin Davis
- 1993–2002 — Lorin Maazel
- 2003–2019 — Mariss Jansons
- din 2023 — Simon Rattle[3]

## Opere interpretate în premieră (selecție)
- Hans-Jürgen von Bose: Simfonia nr. 1 (1978)
- Gottfried von Einem: Tanz-Rondo (1959)
- Cristóbal Halffter: Concert pentru pian (1988)
- Karl Amadeus Hartmann: Simfonia a 3-a și Simfonia a 4-a (ambele 1948); Simfonia a 6-a (1953)
- Wilhelm Killmayer: Vier symphonische Dichtungen (1981)
- Ernst Krenek: Der Zauberspiegel (1967)
- Carl Orff: De temporum fine comoedia (versiunea nouă, 1980)
- Arvo Pärt: Johannespassion (1982)
- Iannis Xenakis: Pièce 000 (1980)
- Yun I-sang: Concert pentru clarinet (1982)
- Carlos Veerhoff: Concert pentru pian (Gerhard Oppitz) (2009)